# Festa de l'Unità
La Festa de l'Unità, ou Festa dell'Unità (en français, « Fête de l'Unité »), désigne un ensemble de fêtes périodiques, organisées dans de nombreuses municipalités d'Italie. Ces festivités étaient organisées par le Parti communiste italien, jusqu'à sa dissolution en 1991. Depuis 2008, elles sont organisés par le Parti démocrate.

## Histoire

### Parti communiste
À l'origine, les soirées étaient organisées par le PCI pour financer le journal officiel du parti, l'Unità. Le premier de ces festivals a eu lieu le 2 septembre 1945, après la fin de la guerre, dans les municipalités de Mariano Comense et Lentate sul Seveso en Lombardie, et s'appelait le « Grand pique-nique pour l'Unité ». L'idée d'une fête dédiée au journal du parti vient des exilés communistes ayant participé à la Fête de l'Humanité, organisée par le journal L'Humanité — organe de presse officiel du Parti communiste français — à Paris, l'année précédente. Les représentants les plus importants du parti intervinrent durant l'évément, parmi lesquels Giorgio Amendola, Emilio Sereni, Cino Moscatelli, Giancarlo Pajetta et Luigi Longo. Au fil des ans, le système des « Fêtes de l'Unité » s'est répandu dans toute l'Italie, devenant l'une des principales sources d'autofinancement du parti, notamment en ce qui concerne les fêtes locales organisées par les sections. Connu dans les premières années sous le nom de Festival dell'Unità, il prend son nom actuel en 1977. C'est durant cette période également que né une forte concurrence  avec les événements des autres organisation politiques du pays : la Festa dell'Amicizia, organisée par les chrétiens-démocrates de 1977 à 1993, et la Festa dell'Avanti ! du Parti socialiste italien.
De 1979 à 2013, une trentaine d'éditions de la Festa nazionale de l'Unità sulla neve se sont également tenues en hiver, la première étant organisée à Folgaria.

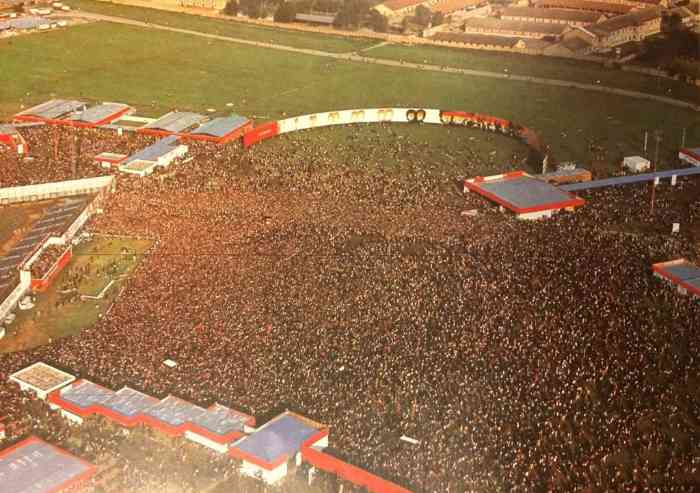
Rassemblement d'Enrico Berlinguer le 18 septembre 1977, lors de la Fête Nationale de l'Unité à Modène.

### Après le PCI
Lors de la dissolution du PCI en 1991, le journal L'Unità et le parti homonyme passèrent au Parti démocrate de la gauche, tandis que la composante fondatrice du Parti de la refondation communiste donna naissance au journal Liberazione, organisant par conséquent la Festa di Liberazione.
En 1998, le Parti démocrate de la gauche se dissout, fusionnant avec les Démocrates de gauche, à qui revient désormais d'organiser les festivités.
Lorsqu'en 2007 les Démocrates de Gauche se dissolvent pour donner vie au Parti Démocrate, une discussion s'élève concernant les partis de l'Unità et leur rôle dans la nouvelle formation politique. La coordination des Démocrates de Gauche appelée Sistema nazionale delle feste de l'Unità (en français, Système National des fêtes de l'Unité) prend provisoirement le nom de Feste del PD. En 2008, la Festa de l'Unità fut renommée Festa Democratica (en français, Fête Démocratique), et un nouveau logo lui fut associé. À l'échelle des provinces et des localités, en particulier dans les régions du centre de l'Italie, où la tradition était plus forte, la dénomination traditionnelle de Festa de l'Unità est maintenue. Dans d'autres endroits, on adopte de nouvelles dénominations telles que Festa del Parte Democratico ou Festa de …, suivie du nom du lieu où la fête se déroule.
En juin 2014, à la suite d'une proposition de son secrétaire national Matteo Renzi, le Parti démocrate a approuvé le retour à la dénomination traditionnelle de Festa de l'Unità.

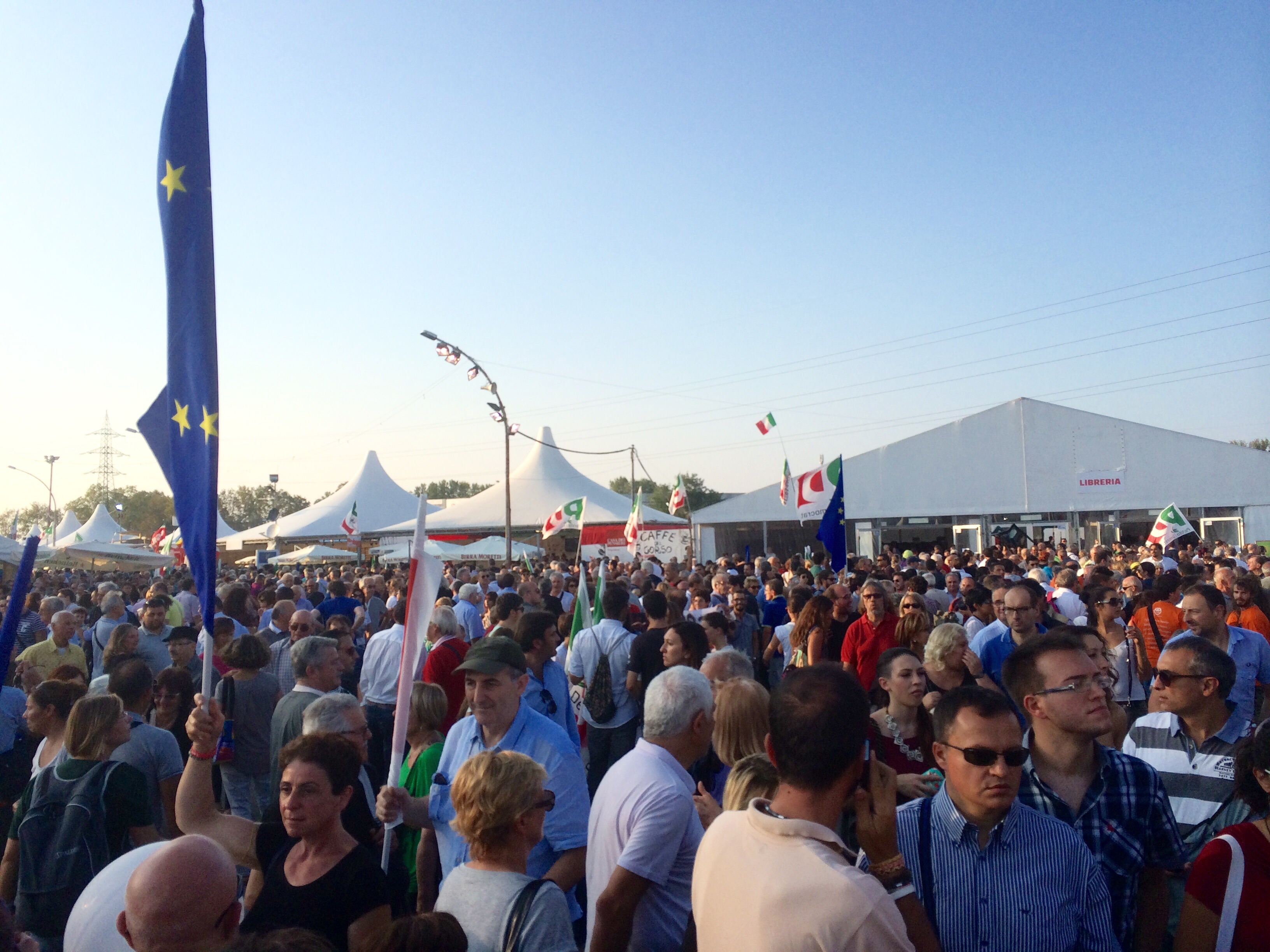
Fête Nationale de l'Unité de Bologne, 2014.

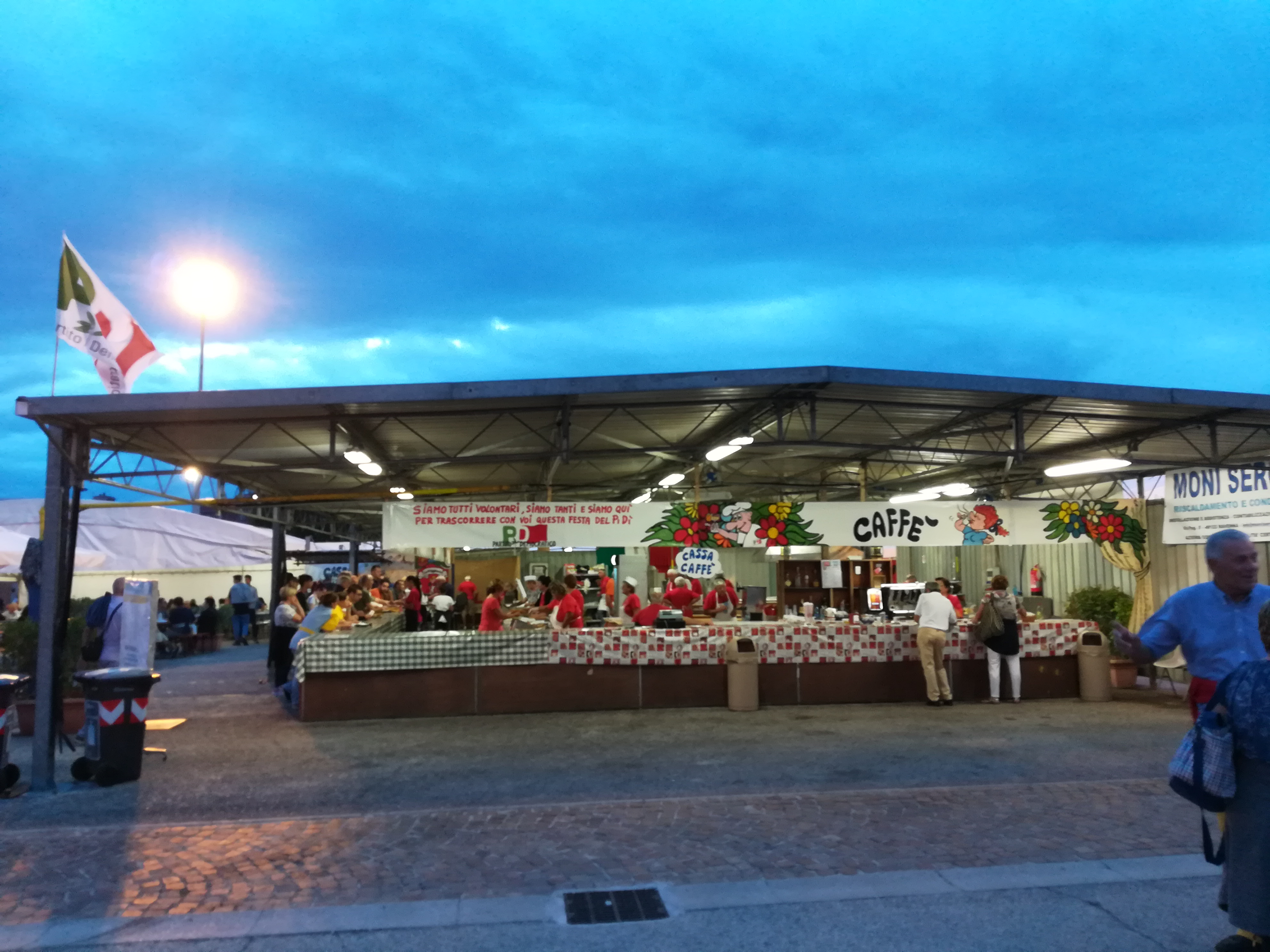
Fête Nationale de l'Unité à Ravenne, 2017.

## Organisation
Les célébrations de l'Unità peuvent être organisées au niveau local (municipalité ou district, relativement aux différentes sections du parti), provincial ou sur une base thématique. Il existe également une Festa Nazionale de l'Unità (en français, Fête Nationale de l'Unité), organisée dans une ville spécialement choisie.
Les fêtes de l'Unità accueillent généralement des espaces de débats, des spectacles, des concerts et des stands de restauration. L'organisation est gérée par des bénévoles inscrits ou des sympathisants du parti, tandis que la participation, particulièrement importante dans les régions d'Italie historiquement proches du centre-gauche, est ouverte à tous les citoyens.

## Éditions
Source : .

Fêtes nationales de l'Unité
- 1945: Mariano Comense
- 1946: Tradate
- 1947: Monza
- 1948: Monza et Rome
- 1949: Monza
- 1950: Gênes
- 1951: Bologne
- 1952: Turin
- 1953: Milan
- 1954: Rome
- 1955: Gênes
- 1956: Rome
- 1957: Modène
- 1958: Milan
- 1959: Ancône
- 1960: Ferrare
- 1961: Sienne
- 1962: Milan
- 1963: Florence
- 1964: Bologne
- 1965: Gênes
- 1966: Modène
- 1967: Milan
- 1968: Bologne
- 1969: Livourne
- 1970: Florence
- 1971: Turin
- 1972: Rome
- 1973: Venise
- 1974: Bologne
- 1975: Florence
- 1976: Naples
- 1977: Modène
- 1978: Gênes
- 1979: Milan
- 1980: Bologne
- 1981: Turin
- 1982: Pise
- 1983: Reggio d'Émilie
- 1984: Rome
- 1985: Ferrare
- 1986: Milan
- 1987: Bologne
- 1988: Florence
- 1989: Gênes
- 1990: Modène
- 1991: Bologne
- 1992: Reggio d'Émilie
- 1993: Bologne
- 1994: Modène
- 1995: Reggio d'Émilie
- 1996: Modène
- 1997: Reggio d'Émilie
- 1998: Bologne
- 1999: Modène
- 2000: Bologne
- 2001: Reggio d'Émilie
- 2002: Modène
- 2003: Bologne
- 2004: Gênes
- 2005: Milan
- 2006: Pesaro
- 2007: Bologne

Feste Democratiche Nazionali (en français, « Fêtes Démocratiques Nationales ») (2008 à 2013)
- 2008: Florence
- 2009: Gênes
- 2010: Turin
- 2011: Pesaro
- 2012: Reggio d'Émilie
- 2013: Gênes
- 2014: Bologne
- 2015: Bologne - Festa del Settantesimo (en français, « Fête du soixante-dixième anniversaire »)
- 2015: Milan
- 2016: Catane
- 2017: Imola
- 2018: Ravenne
- 2019: Ravenne
- 2020: Modène
- 2021: Bologne
- 2022: Palerme

Feste nazionali de l'Unità sulla neve (en français, « Fêtes nationales de l'Unité sur la neige »)
- 1979: Folgaria
- 1980: Folgaria
- 1981: Folgaria
- 1982: Folgaria
- 1983: Folgaria
- 1985: Bormio
- 1986: Bormio
- 1987: Moena
- 1990: Bormio
- 1994: Andalo
- 1998: Folgaria
- 2001: Andalo
- 2002: Moena
- 2003: Folgaria
- 2004: Folgaria
- 2006: Andalo
- 2007: Andalo
- 2008: Moena

Feste Democratiche Nazionali (en français, « Fêtes Démocratiques Nationales ») à partir de 2009.
- 2009: Moena
- 2010: Folgaria
- 2011: Folgaria
- 2012: Folgaria
- 2013: Folgaria

## Dans la culture de masse

### En musique
L'auteur-compositeur-interprète Paolo Pietrangeli publie en 1976, sur l'album Lo sconfronto, la chanson Festa de L'Unità.

### Au cinéma
Les Fêtes de l'Unité ont été représentées dans plusieurs films, parmi lesquels :
- Prima della rivoluzione (1964) de Bernardo Bertolucci
- Drame de la jalousie (1970) d'Ettore Scola
- Emilia-Romagna: la sinistra al potere (1974) de Jacques Nobécourt[2]
- La patata bollente (1979) de Steno
- Zitti e mosca (1991) d'Alessandro Benvenuti
- Gli ultimi (2004) de Riccardo Marchesini
- Il fare politica - chronique de la Toscane rouge (1982-2004) (2005) de Hugues Le Paige[3]
- Finché l'Emilia va (2009) de Daniele Coluccini
- Margini (2022) de Niccolò Falsetti